# Promeca quadripunctata
Promeca quadripunctata är en insektsart som beskrevs av Brunner von Wattenwyl 1895. Promeca quadripunctata ingår i släktet Promeca och familjen vårtbitare. Inga underarter finns listade i Catalogue of Life.